# تویوتا کمری (ایکس‌وی۴۰)
تویوتا کمری (ایکس‌وی۴۰) (به انگلیسی: (Toyota Camry (XV40) خودرویی است که از ژانویه سال ۲۰۰۶ تا اکتبر ۲۰۱۱ در تویوتا، آیچی و سن پترزبورگ تولید می‌شد.
طراحی آن خودروهای موتور جلو-محور جلو، خودروهای موتور جلو-چهار چرخ متحرک بوده طول آن در حالت طبیعی ۴٬۸۰۵ میلیمتر (۱۸۹٫۲ اینچ) و عرض آن در حالت طبیعی ۱٬۸۲۰ میلیمتر (۷۱٫۷ اینچ) و ارتفاع آن در حالت طبیعی ۱٬۴۷۰ میلیمتر (۵۷٫۹ اینچ) است. سیستم جعبه‌دندهٔ آن ۶ دنده به دو صورت خودکار و دستی است.
از سال ۲۰۰۷ به بعد شاهد نسل جدیدی از تویوتا کمری بودیم که با توجه به پیشینه قبل خود باز هم از آن استقبال خوبی شد و در مدل‌های GL–GLX–LE–SE نیز عرضه شد.
این سری از تویوتا کمری نیز ماننده نسل قبل خود از سواری نرمی برخودار است و از طراحی ظاهری و داخلی ساده و عامه پسندی بهره می‌برد اما اصول آیرودینامیکی در طراحی این خودرو به خوبی به کار گرفته شده‌است.
این مدل از کمری تا سال ۲۰۱۱ تولید شد که در سال ۲۰۰۹ نیز مورد فیس لیفت قرار گرفت و دچار تغییراتی شد، این تغییرات شامل: تغییر در چینش چراغ‌های خطر عقب، اضافه شدن نواره‌های LED و تغییر طراحی سپر جلو و عقب است.
از نظر مشخصات فنی تفاوتی بین تیپ‌های این سری از تویوتا کمری نیست و تفاوت تیپ‌ها در آپشن‌های آنهاست. بین تیپ پایه GL و GLX تفاوتی جز وجود سانروف نیست ام تیپ SE کمی اسپرت است و شامل قطعاتی مانند زیر سپری جلو و عقب و اسپویلر روی درب صندوق عقب و همچنین جلو پنجره مشکی و رینگ‌های اسپرت ۱۷ اینچی است که می‌توان گفت دارای ظاهری بهتر از سایر تیپ‌های این نسل از کمری است.
کمری در ایران
در دهه ۸۰و۹۰ هم به مدتی به صورت واردات به بازارهای ایران آمد